# Bushmills
Bushmills (irsky Muileann na Buaise, v překladu Mlýn na řece Buais, resp. Mlýn na řece Bush) je vesnice v severoirském hrabství Antrim ve Spojeném království. V roce 2008 bylo v obci registrováno 1 343 obyvatel. Obec, v níž je na 90 památkově chráněných objektů, má charakter vesnické památkové rezervace. Obyvatelé Bushmills hovoří specifickým nářečím s prvky skotštiny, irštiny, angličtiny a francouzštiny, které bývá označováno jako ulsterská skotština.

## Geografie
Bushmills se nachází ve vnitrozemí 1,5 km jihovýchodně od přístavu Portballintrae. Vesnicí protéká řeka Bush (irsky Buais), která pramení 53 km dále na jihovýchodě v Antrimské vrchovině a která u Portballintrae ústí do moře v místech, kde se Severní průliv otevírá do Hebridského moře, resp. do Atlantského oceánu. Vesnice je vzdálena 97 km od severoirské metropole Belfastu a 14 km od města Coleraine v hrabství Londonderry, správního střediska districtu Causeway Coast and Glens.
Bushmills leží na území chráněné krajinné oblasti Causeway Coast AONB (Area of Outstanding Natural Beauty). Zhruba 3,5 km směrem na sever od Bushmills se na pobřeží nachází světové proslulá přírodní památka Giant's Causeway, zapsaná na seznam Světového dědictví UNESCO.

## Historie

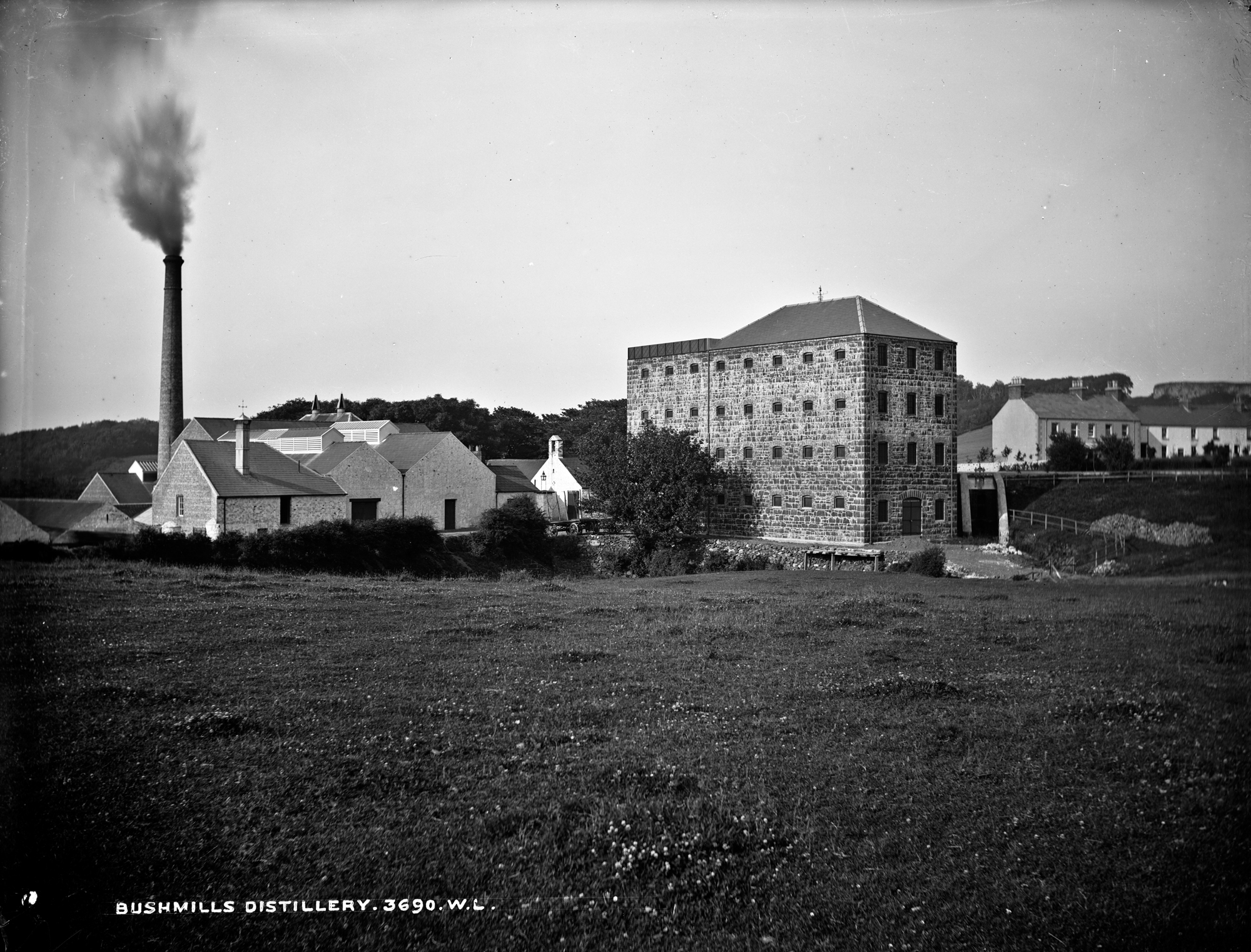
Palírna v Bushmills na přelomu 19. a 20. století

Jméno vesnice je odvozeno od vodního mlýna, který zde byl vybudován na řece Bush na počátku 17. století.
Nejstarší a zároveň nejproslulejší místní tradice je spojena s bushmillskou palírnou whisky - Old Bushmills Whiskey Distillery. Oficiálním datem vzniku palírny je rok 1608, kdy král Jakub I. udělil severoirskému podnikateli a dobrodruhovi siru Thomasi Philipsovi privilegium na pálení whisky. Podle místních legend je však zdejší tradice výroby destilátu mnohem starší. Uvádí se, že místní pán sir Robert Savage z Ards v roce 1276 "posilnil" své vojáky silnou dávkou "aqua vitae" před bitvou, v níž pak zvítězili nad irskými odpůrci.
V roce 1885 byly původní budovy palírny zničeny při požáru, avšak záhy byly znovu postaveny. Na počátku 20. století hlavní trh bushmillských výrobců whisky představovali odběratelé ve Spojených státech. Již od roku 1890 vlastnila palírna zaoceánský parník SS Bushmills, určený pro dopravu whisky do USA a dalších zámořských destinací.
U příležitosti 400. výročí založení palírny bylo její vyobrazení použito na zadní straně nové pětilibrové bankovky Irské banky (Banc na hÉireann), vydané v květnu roku 2008.

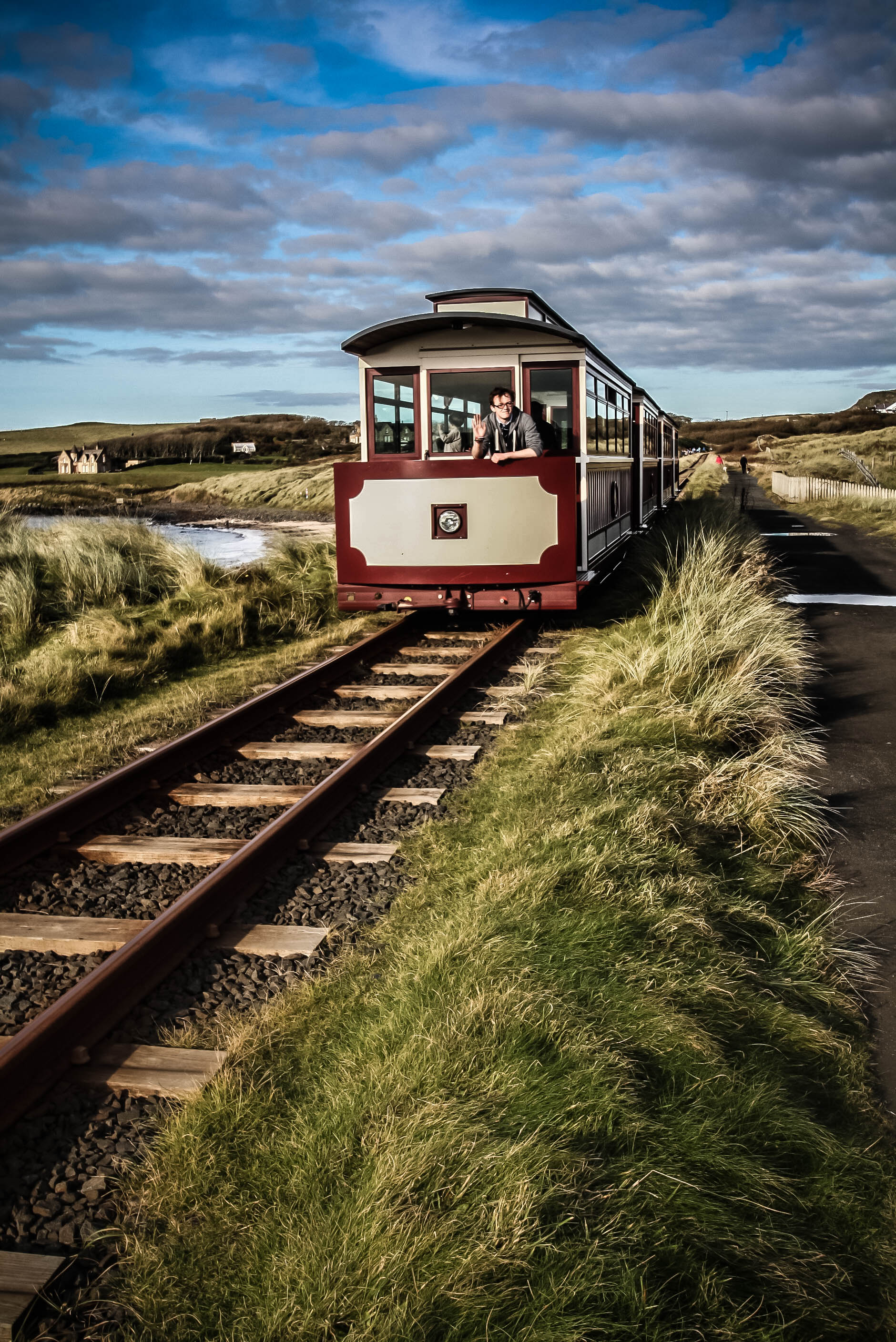
Úzkokolejka Giant's Causeway and Bushmills Railway

## Turismus
Podstatný podíl na místní ekonomice má turismus. Bushmills je výchozím bodem pro výlety k čedičovým varhanům Giant's Causeway, které ročně navštíví na 2 milióny turistů. Turisté mohou též navštívit místní proslulou palírnu - ročně do ní zavítá kolem 120 000 návštěvníků.
V roce 2002 byl obnoven 3,2 km dlouhý úsek historické turistické železnice o rozchodu 914 mm z Bushmills k návštěvnickému centru Giant's Causeway, přičemž byl využito těleso někdejší tramvajové tratě z Portrushe, která byla zrušena v roce 1949.

## Partnerská města
- Louisville, Kentucky, USA